# Manoir du Plessix-Madeuc
Le manoir du Plessix-Madeuc est un édifice situé à Corseul, en France.

## Localisation
Le manoir est situé sur la commune de Corseul, au lieu-dit Le Plessix-Madeuc, dans le département des Côtes-d'Armor, dans la région Bretagne.

## Description
Le manoir est orienté au sud, il adopte un plan en T. Construit en moellons de schiste et granite, il arbore des pierres de tailles sur la façade sud et présente des remplois de tuiles antiques. Le logis sud, s'élève sur un étage carré et un étage de combles couvert d'un toit à quatre pans. La façade se compose de quatre travées et présente sur sa droite une différence de sculpture des corbelets et un collage de pierres grossier résultant de la campagne d'agrandissement de la demeure dans la seconde moitié du XVIIe siècle. Les façades est et ouest recueillent des cheminées à épaulement, rappelant les demeures des armateurs malouins. La partie nord comprenait auparavant une modeste tour d'escalier hors œuvre. La campagne d'agrandissement du manoir au début du XVIIe siècle, transforme cette partie en espace d'habitation, augmentant considérablement la superficie de la demeure. Cette partie plus haute que le logis sud, puisqu'elle s'élève sur deux étages carrés et un étage de comble, était destiné à affirmer la puissance du seigneur puisque le site était vu de plus loin. La toiture à quatre pans était autrefois surmontée d'une girouette. Le puits est un élément remarquable de l'ensemble manorial, avec une charpente en carène inversée couverte d'ardoises en écaille, il est ouvert sur deux côtés par des pièces de bois de chêne qui forment un arc brisé. L'épi de faîtage dit Frédéric, date du XVIIIe siècle.

## Historique
Le manoir a fait l'objet de plusieurs campagnes d'aménagements réalisés par les propriétaires qui s'y sont succédé. Le terme plessix, du latin plectere ou plectare désigne initialement une clôture faite de branches entremêlées, il se rapporte aussi à un système de fortifications. Par extension il désigne une maison seigneuriale, accompagné souvent du nom de l'occupant, ici Madeuc ou Madec, prénom signifiant "bon" en breton, devenu au XIIe siècle le patronyme d'une très ancienne famille. Le site est vraisemblablement occupé dès l'époque gallo-romaine comme l'attestent les vestiges retrouvés à proximité (tegulae, imbrice et céramiques), le manoir comprend lui aussi des réemplois de cette époque (éléments de brique dans l'appareillage et colonne de marbre antique pour l'escalier). Selon Frottier de la Messelière, la famille Madeuc est la première à occuper le site au XVe siècle, puis la famille Lenfant au XVIe siècle, la famille Jan aux XVIIe et XVIIIe siècles, puis Hinguant de Saint-Maur au XVIIIe siècle (armoiries du fronton). Le manoir actuel est peut-être construit sur les fondations de celui du XVe siècle. Au XVIe siècle le manoir se compose de deux salles avec une modeste tour d'escalier hors œuvre au nord. Elle est agrandie en pavillon d'habitation dans la première moitié du XVIIe siècle (panneautage des portes, charpente), formant ainsi un plan en L. Le manoir est de nouveau agrandi lors de la deuxième moitié du XVIIe siècle en prolongeant le logis initial vers l'est, modifiant ainsi le rythme de la façade établi au début du siècle se composant de trois travées. La lucarne qui surmontait la travée centrale est déplacée dans la partie nouvellement créée afin d'harmoniser la façade. Au sud les baies du XVIIe siècle conservent l'emplacement des grilles. Au XVIIIe siècle l'intérieur du manoir est réaménagé. Un plancher clouté s'inspirant du style des armateurs malouins est placé à l'étage, le salon est orné de boiseries et une baie est percée sur la façade sud afin d'éclairer davantage cette pièce. Au XIXe siècle quelques aménagements intérieurs sont poursuivis. Au début du XXe siècle le manoir devient une ferme. Le logis est réhabilité en 1996. A partir de 2008, l'intégralité du manoir est restaurée afin d'y accueillir une résidence de jeunes artistes. Le puits est un élément remarquable de l'ensemble manorial, avec une charpente en carène inversée couverte d'ardoises en écaille, il est ouvert sur deux côtés par des linteaux de chêne en ogives.
Le manoir est inscrit à l'inventaire général du patrimoine culturel.